# Руски мост
Руски мост (на руски: Русский мост; известен първоначално като Мост до остров Руски) е вантов мост, свързващ град Владивосток с остров Руски над протока Източен Босфор. Руски мост е мостът с най-дълга част между основните пилони за мост от този тип (1104 метра), както и моста с най-дълга ванта на планетата – 580 метра.
Строителството на моста започва на 25 юли 2008 година и приключва четири години по-късно. Открит е официално от президента на Руската федерация Дмитрий Медведев на 2 юли 2012 и отворен за движение на 1 август същата година.
Руски мост е изграден в рамките на Федералната програма за развитие на Владивосток като център на международното сътрудничество в Азиатско-Тихоокеанския регион и по-специално 24-тата годишна среща на Азиатско-тихоокеанското икономическо сътрудничество, която се проведе през септември и октомври 2012 на остров Руски. Подготовката за домакинството включи и построяването на още един мост – Златен мост над залива Златен рог в центъра на града.
През 2012 г. строителните разходи за Руски мост надхвърлиха 1 милиард щатски долара. Капацитетът на моста е 50000 автомобила дневно, което многократно надвишава съществуващите нужди: цялото население на остров Руски е едва 5360 души.

## Параметри
- Дължина на моста – 1885,53 м
- Обща дължина с естакадите – 3100 м
- Дължина на централната част над протока – 1104 м
- Широчина на платформата – 21 м
- Ленти за движение – 4 (по 2 в двете посоки)
- Височина над водата – 70 м
- Височина на двата опорни пилона – 321 м
- Най-дълга ванта – 579,83 м
- Най-къса ванта – 135,77 м

## Строителство
За нуждите на проекта са мобилизирани 320 единици съвременна специализирана техника. За поставянето на пилонните съоръжения са използвани кулокранове с товароподемност от 20 и 40 тона и височина до 340 метра. При монтажите над протежението на протока са използвани руски дерик-кранове с капацитет 400 тона, а за първите десет метални секции от страната на остров Руски, е монтиран гъсеничен кран Либхер с товароподемност 1350 тона.
За подходите към моста, с обща дължина от 900 метра, са изградени естакадни подпори с дължина между 9 и 30 метра.

Мостовите А-образни пилони М1 на полуостров Назимов и М12 на остров Руски са най-масивните и сложни за реализиране. Те изпълняват функцията на преходни опори, поемащи цялата тежест на хоризонталните елементи и вантовата конструкция. В процес на изграждането на опорите е монтиран асансьор „Геда“ с товароносимост до 2 тона и скорост на движение 65 метра в минута.
Създаден е изкуствен полуостров във вид на насип, който позволява пробиването на сондаж за основите на пилон М6 с максимална дълбочина от 77 метра, както и защита от сблъсъци с морски съдове с водоизместимост до 66 000 тона, ледоходи или силни вълни. Общият обем на преместените скални и насипни грундове около площадките на остров Руски и полуостров Назимов възлизат на 1,5 милиона кубически метра. За всеки от пилоните на обекта са употребени 20 000 кубически метра бетон и 3000 тона метални конструкции.
Централната платформа на моста се състои от 103 панела, всеки с дължина от 12 метра и широчина 26 метра. Общата тежест на панелите е 23 000 тона, а цялата дължина на платформата – 1220 метра.
Самите панели са доставяни с баржи по вода, използващи сателитна връзка за точно позициониране под монтажните агрегати, откъдето са изкачвани чрез кранове на 76 метра височина, за да бъдат монтирани.
При вантовата система е внедрен усъръшенстван метод с по-плътно пласиране на кабелната мрежа в
черупката. Тя започва на 189-ия метър от пилоните. Общата тежест на системата е 3720 тона, а цялата дължина на кабелите – 54 километра. Вантите се състоят от паралелни, индивидуално защитени от корозия снопове, като всеки един от сноповете съдържа поцинковани въжета, покрити с полиетилен с висока плътност. Компактният характер на системата, със своето аеродинамично сечение и по-малкият диаметър на повърхността на вантите, спомагат за понижаването на напора на вятъра с 25-30%, а паричната стойност на използваните материали спада с 35-40%.
Работата по обекта е съпроводена с екстремни климатични условия. Скоростта на вятъра достига до 36 метра в секунда, морските бури донасят вълни с височина до 6 метра, а ледоходът е с дебелина до 70 сантиметра. Зимните температури падат до -36 °C, а летните достигат до 37 °C.

### Участници в проекта
- Възложител: ФКУ ДСД „Владивосток“
- Изпълнител: „УСК Мост“
- Проектант и подизпълнител: НПО „Мостовик“
- Подизпълнители: „Мост“, „Мост-Восток“, „Мостдорстрой“, „Бамтоннельстрой“, „Институт Гипростроймост“, „Институт Гипростроймост Санкт-Петербург“, „ЦНИИС“